# Konstantin Korneïev
Pour les articles homonymes, voir Korneïev.
Konstantin Nikolaïevitch Korneïev - en russe : Константин Николаевич Корнеев, et en anglais : Konstantin Korneyev - (né le 5 juin 1984 à Moscou en République socialiste fédérative soviétique de Russie) est un joueur professionnel russe de hockey sur glace. Il évolue au poste de défenseur dans son pays d'origine. Il compte plus de 100 sélections en équipe de Russie. Il est quadruple médaillé, dont deux d'or, aux championnats du monde seniors.

## Biographie

### Les Krylia Sovetov
Korneïev commence le patin à glace à l'âge de quatre ans à la patinoire de Setoun qui est voisine du domicile familial. Il est issu d'une famille sportive puisque son père pratique l'escrime et sa mère joue au basket-ball le volley-ball. À six ans, il commence le hockey sur glace avec le club hôte celui des Krylia Sovetov. Son premier entraîneur est Anatoli Alekseïevitch Sergueïev. En 1999, il débute avec l'équipe réserve des Krylia Sovetov dans la Pervaïa liga, le troisième échelon russe. On lui donne alors le numéro 22. En 2002, alors qu'il réalise une saison à plus d'un point par match dans cette division, il joue parallèlement ses premiers matchs avec l'équipe première des Krylia Sovetov dans la Superliga. L'entraîneur Sergueï Kotov lui donne sa chance en fin de saison régulière. Il compte deux assistances en quatre parties puis joue deux des trois matchs de séries éliminatoires. Les Krylia Sovetov sont éliminés 3-0 par le Lokomotiv Iaroslavl en quart de finale.
Puis, il est sélectionné par Sergueï Mikhaliov en équipe de Russie moins de 18 ans pour participer au championnat du monde de la catégorie 2002. Vainqueur de la poule A, la Russie se qualifie pour la poule finale et en conservant les résultats victorieux obtenus face au Canada et à la République tchèque. Korneïev marque un but lors d'une victoire 4-3 contre la Finlande, puis trois assistances lors de la victoire 11-0 sur la Biélorussie. Le dernier match contre les États-Unis, vainqueurs de la poule B est décisif pour le titre. Pour ce match, Korneïev est aligné au centre pour pallier l'absence sur blessure de Dmitri Kazionov. En dépit d'un but de Nikolaï Jerdev, la Sbornaïa s'incline 3-1. Les buts américains sont inscrits par David Booth, à deux reprises et Zach Parisé. Korneïev avec sept points termine deuxième pointeur chez les défenseurs derrière le suédois Daniel Sondell, également sept points mais avec trois buts soit un de plus que le russe. Il possède le quatrième différentiel +/- de la compétition avec +11 derrière ses coéquipiers Aleksandr Ovetchkine (+14) et Aleksandr Siomine (+13) et l'américain Ryan Suter (+12). Il est nommé dans l'équipe du tournoi qui comprend également ses coéquipiers Jerdev et Ovetchkine.
Il est choisi au cours du repêchage d'entrée 2002 dans la Ligue nationale de hockey par les Canadiens de Montréal en 9e ronde, en 275e position. Il joue sa première saison complète en professionnel en 2002-2003. Durant la majeure partie de la saison, la première paire défensive de l'équipe est composée par deux juniors, Mikhaïl Lioubouchine et Korneïev. Ce dernier marque 10 points en 49 parties. Les Krylia Sovetov, dix-huitièmes et derniers de la Superliga sont relégués en Vyschaïa liga.
Il est nommé capitaine de la sélection junior en 2003. Lioubouchine fait également partie de la sélection. Il marque deux aides au cours des six rencontres. La Russie remporte le titre mondial. À Halifax, elle défait le Canada, qui joue à domicile, trois buts à deux en finale. Aux buts canadiens de Pierre-Alexandre Parenteau et Scottie Upshall, les russes répondent par Andreï Taratoukhine, Igor Grigorenko et Iouri Troubatchiov. Avec un différentiel +/- de +10, il termine troisième dans cette statistique lors de ce tournoi derrière ses coéquipiers Denis Grebechkov (+11) et Fiodor Tioutine (+10).

### L'Ak Bars Kazan
Korneïev signe ensuite à l'Ak Bars Kazan où il suit son entraîneur Sergueï Kotov. Durant cette saison, il est appelé en sélection nationale par Viktor Vassilievitch Tikhonov afin de pallier l'indisponibilité d'un joueur sur blessure. Il honore sa première sélection dans la Coupe Karjala contre la Finlande le 6 novembre 2003. Pour sa première saison à Kazan, son rôle dans l'équipe et son temps de jeu sont limités. Il est le plus jeune défenseur de l'équipe. Il dispute 55 matchs pour 5 points. L'équipe est battue en demi-finale des séries éliminatoires par le Metallourg Magnitogorsk.
Puis, il prend part avec la Russie au championnat du monde junior 2004. Il est aligné en première ligne avec Denis Grot. Troisième de la poule B derrière les États-Unis et la Slovaquie, la Russie est sortie en quart de finale par la Finlande 4-3. Elle se classe cinquième en battant les Slovaques 3-2. Lors de ce match de classement, Korneïev sert deux assistances à Siomine et Ovetchkine. Avec cinq assistances, Korneïev est le quatrième pointeur des défenseurs après Sami Lepistö, Brent Burns et James Wisniewski.
En 2004-2005, l'équipe du Tatarstan profite du lock-out de la Ligue nationale de hockey pour recruter notamment Ilia Kovaltchouk, Vincent Lecavalier, Dany Heatley ou Alekseï Morozov. La défense est notamment composée des joueurs de LNH Rouslan Saleï, Alekseï Jitnik, Darious Kasparaïtis ou des internationaux Vitali Prochkine, Denis Denissov et Dmitri Bykov. À l'instar d'Andreï Pervychine, également défenseur, le temps de jeu de Korneïev est réduit. Sa production également avec 4 aides en 35 parties. L'équipe et ses nombreuses stars est éliminée dès les quarts de finale par le Lokomotiv Iaroslavl trois victoires à une.
La saison suivante, l'effectif subit de nombreux changements même si Zinetoula Bilialetdinov reste entraîneur. Seconds de la saison régulière derrière Magnitogorsk, les panthères des neiges remportent les séries éliminatoires. La finale est remportée trois victoires à zéro contre l'Avangard Omsk. Korneïev est champion de Russie mais son rôle reste mineur. Il ne joue que trente matchs de saisons régulière plus trois matchs des séries dont zéro en finale. Il marque 4 points lors de la saison complète. Il décide alors de résilier son contrat avec Kazan mais ces trois saisons lui ont appris à être patient et persévérant.

### Le CSKA Moscou

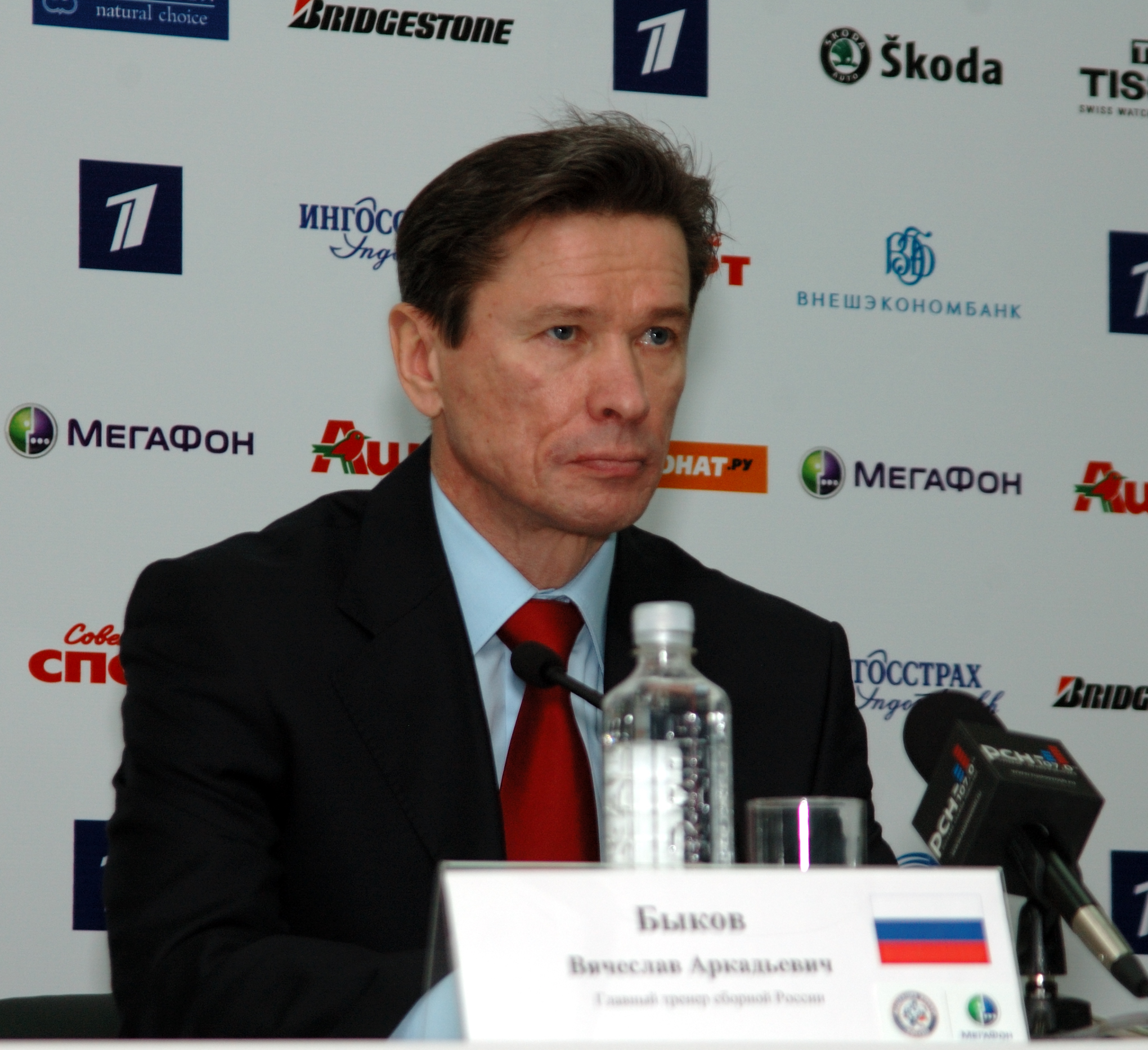
Viatcheslav Bykov, sélectionneur de la Russie en 2010.

Suivi par Viatcheslav Bykov, l'entraîneur du HK CSKA Moscou et sélectionneur de la Russie, Korneïev signe avec le club de l'armée. Il est sélectionné pour le Match des étoiles avec l'équipe ouest qui s'incline 8-6 contre l'équipe est. Il est aligné en première ligne avec Sergueï Rozine. Sixième de la saison régulière, le CSKA tombe en demi-finale des séries éliminatoires contre Kazan. Les statistiques de Korneïev décollent avec 21 points dont 8 buts en saison régulière et 6 points lors des 12 matchs de post-saison.
Le défenseur gagne sa place pour le camp d'entraînement de la sélection russe afin de préparer le championnat du monde. Il est coupé de l'effectif avec Alekseï Mikhnov et Alekseï Kaïgorodov lors de la sélection finale. Cependant, il garde un poste de réserviste pour cette édition 2007. Bykov le rappelle pour disputer le match pour la médaille de bronze contre la Suède. En effet, Andreï Markov se blesse lors de la demi-finale perdue 2-1 en prolongation face aux Finlandais. L'entraîneur l'aligne à sa place en deuxième ligne aux côtés de Sergueï Gontchar. Avec des buts d'Alekseï Iemeline, Sergueï Zinoviev et Aleksandr Frolov, la Russie remporte 3-1.
En 2007-2008, le CSKA s'incline contre les Ak Bars Kazan cette fois en quart de finale, après avoir terminé troisième de la saison régulière. Il termine avec une différence +/- de +20, le meilleur de l'équipe. Il est le défenseur le plus prolifique de l'équipe avec 23 points en 57 parties.
Les performances de Korneïev lui permettent de disputer les quatre tournois de l'Euro Hockey Tour tout au long de la saison. Sa sélection s'impose dans les quatre tournoi qu'elle dispute à savoir la Coupe Karjala, la coupe Pervi Kanal, les LG Hockey Games et les Czech Hockey Games et remporte donc l'EHT 2008. Il est ensuite retenu pour le mondial 2008. Associé à Denis Grebechkov des Oilers d'Edmonton sur la seconde paire défensive russe, il est l'auteur de son premier but dans cette compétition contre la République tchèque le 4 mai 2008. Il s'agit d'un match de poule de la première phase durant lequel le défenseur égalise à quatre buts partout avant qu'Alekseï Morozov inscrivent le but de la victoire en prolongations. Il offre deux assistances à Sergueï Fiodorov et Aleksandr Ovetchkine lors du quart de finale remporté 6-0 contre la Suisse. La Russie blanchit ensuite la Finlande 4-0. La Russie remporte l'or au face au Canada 5-4 en prolongations. Lors de la finale, il est auteur d'une assistance sur un but d'Aleksandr Siomine. Ses six points en neuf matchs font de lui le meilleur pointeur des défenseurs russes, le neuvième arrière au total. Avec un +/- de +11, il est classé dans les cinq meilleurs joueurs de la compétition dans cette statistique.
En 2008, la Superliga est remplacée par une nouvelle compétition en Eurasie, la Ligue continentale de hockey. Il participe au premier Match des étoiles avec l'équipe Iachine. L'équipe Jágr s'impose 7-6. Première de la Division Tarassov, l'équipe est battue par le HK Dinamo Moscou en quart de finale de la Coupe Gagarine. Korneïev marque 24 points en 54 parties. Comme en saison régulière, il est le joueur le plus utilisé du CSKA, avec près de 24 minutes de jeu par match lors des séries éliminatoires. Il devance de près de cinq minutes Gueorgui Micharine, le deuxième joueur de l'équipe qui approche les 19 minutes de jeu par match. Son total de 24 points en 54 matchs est le meilleur depuis le début de sa carrière.
En sélection, Korneïev remporte l'Euro Hockey Tour puis son deuxième titre mondial. Réserviste lors de la phase de poule, il rentre dans l'effectif lors de la blessure à la jambe d'Anton Voltchenkov. Il dispute six matchs pour une assistances. La Russie bat la Biélorussie 4-3 puis les États-Unis 3-2 et atteint la finale face au Canada. Malgré l'ouverture du score de Jason Spezza, les Russes inversent la tendance grâce à des filets d'Oleg Saprykine et Aleksandr Radoulov et l'emportent 2-1.

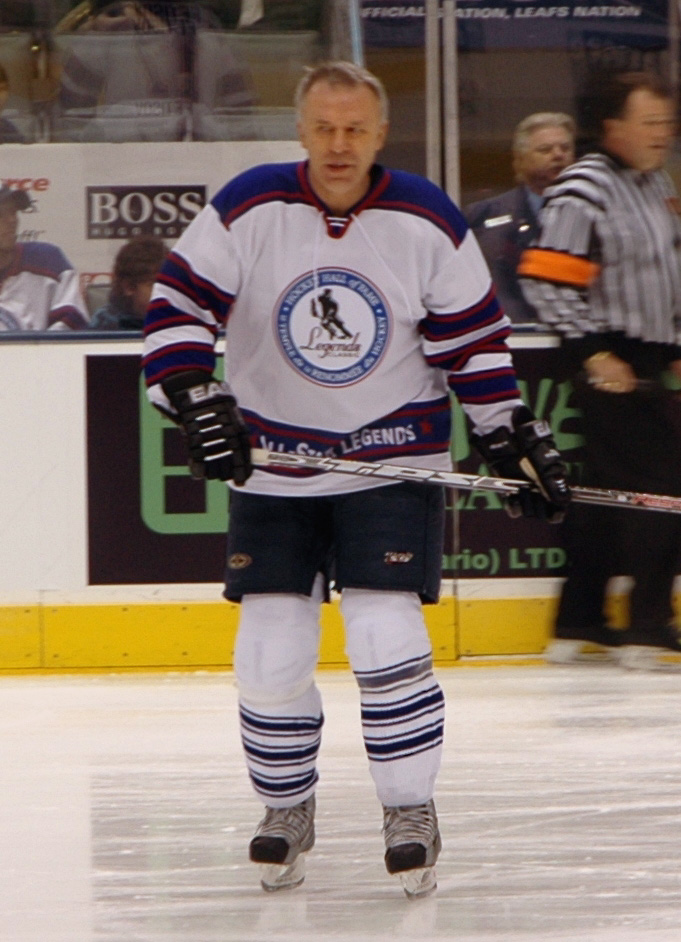
Viatcheslav Fetissov président du CSKA, a joué avec Korneïev à 51 ans.

Il est nommé capitaine du CSKA par Sergueï Nemtchinov lors du départ de Vadim Iepantchintsev en 2009. Il commence la saison aux côtés de Maksim Gontcharov. Le 11 décembre 2009 est un jour spécial pour le hockey sur glace russe. Le président du CSKA, l'ancienne gloire soviétique Viatcheslav Fetissov rechausse les patins à l'âge de 51 ans. Onze ans après sa retraite sportive, ce membre du Club Triple Or fait son retour au jeu aux côtés de Korneïev. Il joue huit minutes contre le SKA Saint-Pétersbourg. Fetissov décide néanmoins le lendemain de cette défaite 3-2 serait le dernier match de sa carrière. Présélectionné dans la liste des cinquante joueurs russes pour les Jeux olympiques de Vancouver, il est retenu dans l'effectif de 23 joueurs annoncé le 25 décembre 2009. La veille de sa participation au deuxième Match des étoiles de la KHL avec l'équipe Iachine, Boris Maïorov, international soviétique de hockey sur glace, double champion olympique et sextuple champion du monde déclare : « Korneïev, j'aime à tous les égards. Un joueur discret mais étonnement fiable. Pour le moment, il passe dans la mémoire du CSKA. Konstantin semble ne pas commettre d'erreurs. Et récemment, après que le CSKA ait laissé partir Denis Kouliach à l'Avangard Omsk, Korneïev a commencé à avoir de plus en plus d'abattage.». L'équipe Iachine s'incline 11-8 contre l'équipe Jágr. Lors des Jeux olympiques, la paire Grebechkov-Korneïev est reconduite sur le deuxième bloc russe. La sélection est éliminée en quart de finale par le futur vainqueur, le Canada sur le large score de 7-3. Korneïev dispute les quatre matchs sans inscrire de points.
De retour dans la KHL, le CSKA termine la saison régulière en tête de la Division Tarassov. Avec un temps de jeu aussi important que la saison précédente, Korneïev réalise sa saison la plus productive depuis le début de sa carrière avec 28 points en 55 matchs de saison régulière. Le club de l'armée s'incline en huitième de finale de la Coupe Gagarine contre le HK MVD trois victoires à zéro. Korneïev marque deux assistances lors de cet affrontement face à l'équipe d'Oļegs Znaroks, future finaliste de la compétition.

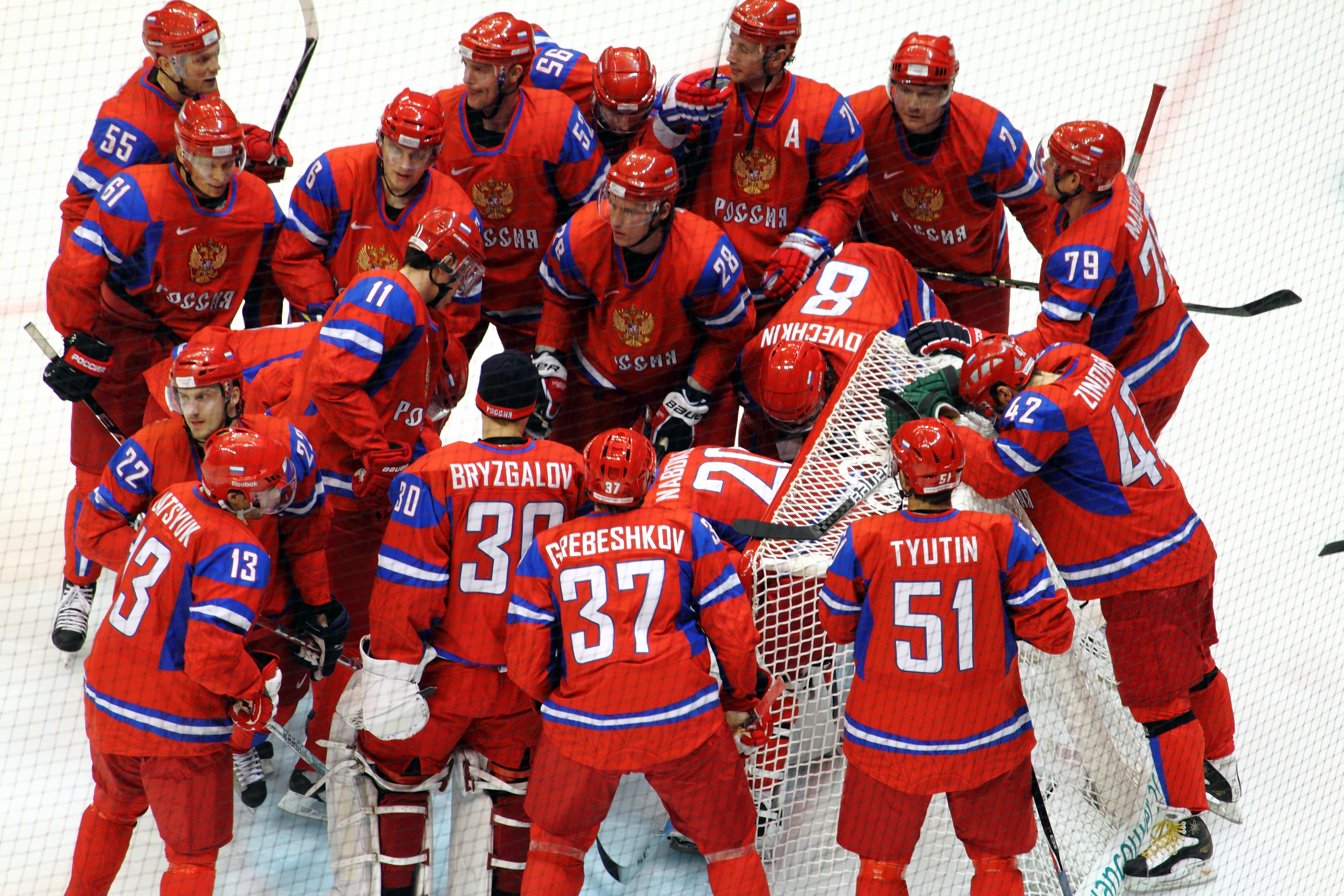
Korneïev (numéro 22, en bas à gauche) avec la Russie.

Il fait partie de la sélection nationale pour le championnat du monde 2010 en Allemagne. Korneïev et Grebechkov composent la première paire défensive de l'équipe.
Elle bat l'équipe hôte en demi-finale 2-1 grâce à un but en fin de match de Pavel Datsiouk. Mais l'équipe ne parvient pas à réaliser le triplé. Elle décroche la médaille d'argent en s'inclinant 2-1 en finale contre la République tchèque malgré une nouvelle réalisation tardive de Datsiouk insuffisante face aux buts de Jakub Klepiš et Tomáš Rolinek, capitaine des tchèques déjà décisif la veille lors de la demi-finale. Le compteur de Korneïev reste bloquer à 0 point en 9 matchs.
En 2010, il cède son capitanat à l'attaquant Nikolaï Pronine de retour au club. En début de saison, il compose la première ligne défensive avec Ievgueni Kourbatov. Les mauvais résultats de l'équipe forcent Nemtchinov à recomposer ses lignes et à remplacer Kourbatov par l'international tchèque Petr Čáslava. Au 23 décembre 2010, Korneïev possède avec une moyenne de 24 minutes de jeu par match le temps de jeu le plus élevé de l'équipe où seul un autre de ses coéquipiers, Iakov Rylov, dépasse 20 minutes par match. Korneïev possède le plus mauvais différentiel plus-moins du CSKA (-12) et est alors avec 21 points dont sept buts, le troisième pointeur de l'équipe derrière les attaquants Jan Marek (27 points) et Alekseï Badioukov (22 points). L'équipe classée dixième de la conférence Ouest sur onze équipes compte treize points de retard sur la dernière place qualificative pour la Coupe Gagarine détenue par le HK Spartak Moscou. Les dirigeants prennent alors la décision de résilier les contrats de Iegor Mikhaïlov et David Nemirovsky ainsi que de placer Korneïev sur la liste des transferts. Il est échangé le 24 décembre 2010 aux Ak Bars Kazan en retour du défenseur Viatcheslav Bouravtchikov et d'une compensation monétaire.

### Retour au Tatarstan
Les panthères des neiges doubles vainqueurs de la Coupe Gagarine, sont toujours entraînés par Zinetoula Bilialetdinov qui explique que l'acquisition de Korneïev a été réalisée car elle peut aider son équipe « à améliorer son jeu défensif ». Son coéquipier Alekseï Terechtchenko ajoute que Korneïev « renforce la défense mais également l'attaque : il est un joueur de hockey polyvalent ». Il change alors son numéro 22 en faveur du 84. Il joue en première ligne avec l'international russe Ilia Nikouline. Il est retenu pour le troisième Match des étoiles de la ligue avec l'équipe de la Conférence Est. L'équipe, dont le capitaine est Jaromír Jágr, l'emporte face à la Conférence Ouest d'Alekseï Iachine sur le score fleuve de 18-16. Korneïev compte deux assistances. Les Ak Bars possèdent le quatrième bilan à l'issue de la saison régulière. Le défenseur compte 27 points dont 8 buts lors de ses 52 matchs disputés en saison régulière. Les coéquipiers du capitaine Alekseï Morozov s'imposent face au Barys Astana en huitième de finale mais perdent leur titre au tour suivant s'inclinant quatre victoires à une contre le futur vainqueur, le Salavat Ioulaïev Oufa, entraîné par Bykov et Zakharkine. En neuf parties, Korneïev marque quatre assistances. Il est le deuxième joueur ayant le plus de temps de jeu de l'équipe après Nikouline.
Il rejoint ensuite le camp d'entraînement de la sélection russe. La Sbornaïa participe à des matchs amicaux et aux Czech Hockey Games. Lors du dernier match de ce tournoi, le 24 avril 2011, il compte sa centième sélection en équipe nationale face à la Finlande. Deuxième de l'épreuve tchèque, la Russie remporte néanmoins l'Euro Hockey Tour 2011, le troisième pour Korneïev. Il part ensuite en Slovaquie pour le championnat du monde 2011. La compétition est difficile pour la Sbornaïa qui parvient néanmoins à se hisser en demi-finale en battant les Canadiens en quarts de finale 2-1. Korneïev ne joue quasiment pas lors de ce match avec seulement trois présences. Blanchie par les Finlandais 3-0 en demi-finale, elle est ensuite battue 7-4 face à la République tchèque et termine au pied du podium. En neuf matchs, Korneïev donne trois assistances dont une pour le jeune Vladimir Tarassenko lors du match pour la médaille de bronze. Avec un différentiel de +3, il termine deuxième joueur russe dans cette statistique derrière Dmitri Kalinine (+4).
En 2011-2012, Vladimir Krikounov est nommé entraîneur de l'équipe. Korneïev compte vingt-deux assistances pour vingt-sept points en saison régulière. Les Ak Bars finissent quatrièmes de la conférence est. La paire Nikouline-Korneïev est reconduite en première ligne. Ils affrontent le vainqueur sortant de la Coupe Gagarine dès les huitièmes de finale, le Salavat Ioulaïev Oufa. Korneïev marque le but de la victoire lors du sixième et dernier match. Sans Morozov, blessé, les Ak Bars perdent sur le même score face au Traktor Tcheliabinsk en quart de finale. Korneïev auteur de trois points possède le plus gros temps de jeu de l'équipe lors de ces douze matchs. Il a notamment joué 42 minutes 14 secondes lors du cinquième match de la série contre le Traktor qui s'est achevé par un but de Danis Zaripov lors de la troisième prolongation.
Réserviste en début de championnat du monde 2011, il est évincé de l'équipe le matin du quatrième match de poule face au Danemark. Le sélectionneur Zinetoula Bilialetdinov ayant préféré ajouter Ievgueni Riassenski comme huitième défenseur de la sbornaïa. Il explique cette décision par le fait que Korneïev n'était pas dans les meilleurs dispositions depuis le début du camp d'entraînement et même durant les KAJOTbet Hockey Games. Malgré sa volonté, sa condition ne s'est pas améliorée, et les entraîneurs l'ont retranché.
Agent libre sans restriction, il signe un nouveau contrat de deux ans avec les Ak Bars le 17 juin 2012. Valeri Belov remplace Krikounov comme entraîneur chef de l'équipe.

## Statistiques

### En club
| Saison    | Équipe                 | Ligue        |    | Saison régulière | Saison régulière | Saison régulière | Saison régulière | Saison régulière | Saison régulière |   | Séries éliminatoires | Séries éliminatoires | Séries éliminatoires | Séries éliminatoires | Séries éliminatoires | Séries éliminatoires |
| Saison    | Équipe                 | Ligue        | PJ | B                | A                | Pts              | Pun              | +/-              | PJ               | B | A                    | Pts                  | Pun                  | +/-                  |                      |                      |
| 1999-2000 | Krylia Sovetov 2       | Pervaïa liga | 1  | 0                | 0                | 0                |                  | 2                |                  | - | -                    | -                    | -                    | -                    |                      |                      |
| 2001-2002 | Krylia Sovetov 2       | Pervaïa liga | 26 | 9                | 19               | 28               |                  | 44               | -                | - | -                    | -                    | -                    | -                    |                      |                      |
| 2001-2002 | Krylia Sovetov         | Superliga    | 4  | 0                | 2                | 2                | 0                | 0                | 2                | 0 | 0                    | 0                    | 0                    | 2                    |                      |                      |
| 2002-2003 | Krylia Sovetov         | Superliga    | 49 | 2                | 8                | 10               | -11              | 28               | -                | - | -                    | -                    | -                    | -                    |                      |                      |
| 2003-2004 | Ak Bars Kazan          | Superliga    | 54 | 1                | 5                | 6                | -6               | 8                | 8                | 0 | 1                    | 1                    | -2                   | 2                    |                      |                      |
| 2004-2005 | Ak Bars Kazan          | Superliga    | 38 | 0                | 5                | 5                | +6               | 10               | 2                | 0 | 0                    | 0                    | 0                    | 0                    |                      |                      |
| 2005-2006 | Ak Bars Kazan          | Superliga    | 30 | 1                | 3                | 4                | +2               | 12               | 4                | 0 | 0                    | 0                    | 0                    | 0                    |                      |                      |
| 2005-2006 | Ak Bars Kazan 2        | Pervaïa liga | 4  | 3                | 6                | 9                |                  | 2                | -                | - | -                    | -                    | -                    | -                    |                      |                      |
| 2006-2007 | HK CSKA Moscou         | Superliga    | 54 | 8                | 13               | 21               | -2               | 40               | 12               | 2 | 4                    | 6                    | -5                   | 6                    |                      |                      |
| 2007-2008 | HK CSKA Moscou         | Superliga    | 57 | 6                | 17               | 23               | +20              | 52               | 6                | 0 | 1                    | 1                    | -3                   | 0                    |                      |                      |
| 2008-2009 | HK CSKA Moscou         | KHL          | 54 | 6                | 15               | 21               | +14              | 46               | 8                | 1 | 0                    | 1                    | 0                    | 6                    |                      |                      |
| 2009-2010 | HK CSKA Moscou         | KHL          | 55 | 7                | 22               | 29               | +9               | 28               | 3                | 0 | 2                    | 2                    | -1                   | 0                    |                      |                      |
| 2010-2011 | HK CSKA Moscou         | KHL          | 35 | 7                | 14               | 21               | -12              | 34               | -                | - | -                    | -                    | -                    | -                    |                      |                      |
| 2010-2011 | Ak Bars Kazan          | KHL          | 17 | 1                | 5                | 6                | +3               | 4                | 9                | 0 | 4                    | 4                    | +1                   | 4                    |                      |                      |
| 2011-2012 | Ak Bars Kazan          | KHL          | 53 | 5                | 22               | 27               | +1               | 20               | 12               | 1 | 2                    | 3                    | 0                    | 2                    |                      |                      |
| 2012-2013 | Ak Bars Kazan          | KHL          | 51 | 6                | 9                | 15               | +12              | 26               | 18               | 1 | 2                    | 3                    | 0                    | 8                    |                      |                      |
| 2013-2014 | Ak Bars Kazan          | KHL          | 64 | 1                | 9                | 10               | +6               | 28               | 6                | 0 | 0                    | 0                    | +2                   | 4                    |                      |                      |
| 2014-2015 | Ak Bars Kazan          | KHL          | 57 | 2                | 13               | 15               | +17              | 30               | 20               | 0 | 0                    | 0                    | +1                   | 0                    |                      |                      |
| 2015-2016 | Ak Bars Kazan          | KHL          | 49 | 0                | 6                | 6                | +10              | 22               | 2                | 0 | 0                    | 0                    | -2                   | 0                    |                      |                      |
| 2016-2017 | Salavat Ioulaïev Oufa  | KHL          | 41 | 1                | 2                | 3                | -10              | 12               | 1                | 0 | 0                    | 0                    | -1                   | 0                    |                      |                      |
| 2017-2018 | Severstal Tcherepovets | KHL          | 30 | 0                | 2                | 2                | -11              | 14               | 2                | 0 | 0                    | 0                    | -3                   | 0                    |                      |                      |
| 2018-2019 | Severstal Tcherepovets | KHL          | 44 | 1                | 7                | 8                | -11              | 30               | -                | - | -                    | -                    | -                    | -                    |                      |                      |

### En équipe nationale

#### Statistiques par compétition
| Année | Compétition                                           |   | PJ | B | A | Pts | Pun | +/-                |  | Résultat |
| 2001  | Journées olympiques d'hiver de la jeunesse européenne | 4 | 0  | 0 | 0 | -2  | 6   | Première place     |  |          |
| 2002  | Championnat du monde -18 ans                          | 8 | 2  | 5 | 7 | +12 | 0   | Médaille d'argent  |  |          |
| 2003  | Championnat du monde junior                           | 6 | 0  | 2 | 2 | +10 | 4   | Médaille d'or      |  |          |
| 2003  | Coupe Karjala                                         | 3 | 0  | 0 | 0 | -1  | 0   | Troisième place    |  |          |
| 2004  | Championnat du monde junior                           | 6 | 0  | 5 | 5 | +2  | 6   | Cinquième place    |  |          |
| 2006  | Coupe Pervi Kanal                                     | 2 | 0  | 0 | 0 | 0   | 0   | Première place     |  |          |
| 2007  | Sweden Hockey Games                                   | 3 | 0  | 0 | 0 | 0   | 0   | Deuxième place     |  |          |
| 2007  | Finales Euro Hockey Tour                              | 2 | 0  | 0 | 0 | +1  | 2   | Deuxième place     |  |          |
| 2007  | Championnat du monde                                  | 1 | 0  | 0 | 0 | 0   | 0   | Médaille de bronze |  |          |
| 2007  | Coupe Karjala                                         | 3 | 0  | 1 | 1 | +2  | 0   | Troisième place    |  |          |
| 2007  | Koubok Pervogo Kanala                                 | 3 | 0  | 1 | 1 | +1  | 0   | Première place     |  |          |
| 2008  | Sweden Hockey Games                                   | 3 | 0  | 1 | 1 | 0   | 0   | Première place     |  |          |
| 2008  | Czech Hockey Games                                    | 1 | 0  | 0 | 0 | 0   | 0   | Première place     |  |          |
| 2008  | Championnat du monde                                  | 9 | 1  | 5 | 6 | +11 | 0   | Médaille d'or      |  |          |
| 2008  | Coupe Karjala                                         | 3 | 0  | 1 | 1 | +1  | 2   | Première place     |  |          |
| 2009  | Sweden Hockey Games                                   | 3 | 0  | 0 | 0 | +2  | 25  | Deuxième place     |  |          |
| 2009  | Czech Hockey Games                                    | 3 | 0  | 0 | 0 | +2  | 2   | Première place     |  |          |
| 2009  | Championnat du monde                                  | 6 | 0  | 1 | 1 | 0   | 2   | Médaille d'or      |  |          |
| 2009  | Czech Hockey Games                                    | 3 | 0  | 3 | 3 | 0   | 4   | Deuxième place     |  |          |
| 2009  | Coupe Karjala                                         | 3 | 0  | 0 | 0 | +1  | 0   | Première place     |  |          |
| 2009  | Coupe Pervi Kanal                                     | 3 | 0  | 0 | 0 | 0   | 2   | Deuxième place     |  |          |
| 2010  | Jeux olympiques                                       | 4 | 0  | 0 | 0 | 0   | 4   | Sixième place      |  |          |
| 2010  | Sweden Hockey Games                                   | 3 | 0  | 0 | 0 | -1  | 4   | Troisième place    |  |          |
| 2010  | Championnat du monde                                  | 9 | 0  | 0 | 0 | 0   | 2   | Médaille d'argent  |  |          |
| 2010  | Coupe Karjala                                         | 3 | 0  | 1 | 1 | 0   | 0   | Deuxième place     |  |          |
| 2010  | Coupe Pervi Kanal                                     | 3 | 0  | 2 | 2 | +1  | 2   | Première place     |  |          |
| 2011  | Sweden Hockey Games                                   | 3 | 0  | 0 | 0 | +1  | 6   | Deuxième place     |  |          |
| 2011  | Czech Hockey Games                                    | 3 | 0  | 0 | 0 | +1  | 0   | Deuxième place     |  |          |
| 2011  | Championnat du monde                                  | 9 | 0  | 3 | 3 | +3  | 0   | Quatrième place    |  |          |
| 2011  | Coupe Karjala                                         | 3 | 0  | 1 | 1 | +1  | 4   | Première place     |  |          |
| 2011  | Coupe Pervi Kanal                                     | 3 | 0  | 0 | 0 | 0   | 0   | Troisième place    |  |          |
| 2012  | KAJOTbet Hockey Games                                 | 3 | 0  | 1 | 1 | -1  | 2   | Troisième place    |  |          |
| 2013  | KAJOTbet Hockey Games                                 | 2 | 0  | 0 | 0 | 0   | 2   | Deuxième place     |  |          |

#### Sélections seniors
Cette section comprend l'ensemble des matchs, y compris amicaux, disputés par Korneïev en équipe nationale de Russie senior. Au 14 novembre 2011.
| Saison                    | PJ  | B | A  | Pts | Pun |
| ------------------------- | --- | - | -- | --- | --- |
| 2003-2004                 | 3   | 0 | 0  | 0   | 0   |
| 2006-2007                 | 10  | 1 | 0  | 1   | 8   |
| 2007-2008                 | 23  | 1 | 9  | 10  | 6   |
| 2008-2009                 | 18  | 0 | 4  | 4   | 33  |
| 2009-2010                 | 27  | 0 | 5  | 5   | 18  |
| 2010-2011                 | 25  | 1 | 8  | 9   | 10  |
| 2011-2012                 | 9   | 0 | 2  | 2   | 6   |
|                           |     |   |    |     |     |
| Total de sélections       | 115 | 3 | 28 | 31  | 81  |
|                           |     |   |    |     |     |
| Championnats du monde (5) | 34  | 1 | 9  | 10  | 4   |
| Jeux olympiques (1)       | 4   | 0 | 0  | 0   | 4   |

## Vie privée
Les pelmeni sont son plat favori. Il aime le théâtre et cite Vladimir Machkov comme son acteur préféré. Il a fréquenté les joueuses de tennis russes Anastassia Myskina en 2007 et Ielena Vesnina.

## Palmarès et distinctions

### Titres
- Vainqueur de la Superliga 2006 avec l'Ak Bars Kazan.
- Médaillé d'argent au championnat du monde moins de 18 ans 2002.
- Champion du monde junior 2003.
- Champion du monde 2008, 2009.
- Médaillé d'argent au championnat du monde 2010.
- Médaillé de bronze au championnat du monde 2007.
- Vainqueur de l'Euro Hockey Tour 2008, 2009, 2011.
- Vainqueur de la Coupe Karjala 2007, 2008, 2009, 2011[74].
- Vainqueur des Czech Hockey Games 2006[75], 2008, d'avril 2009[76].
- Vainqueur de la coupe Pervi Kanal  2007, 2008, 2010.
- Vainqueur des LG Hockey Games 2008.

### Honneurs personnels
- Championnat du monde moins de 18 ans
  - 2002 : nommé dans l'équipe type[77].
- Superliga
  - 2007 : participe au Match des étoiles avec l'équipe ouest.
- Ligue continentale de hockey
  - 2008-2009 : élu défenseur du mois de novembre.
  - 2009 : participe avec l'équipe Iachine au premier Match des étoiles.
  - 2009-2010 : élu défenseur du mois de septembre.
  - 2010 : participe avec l'équipe Iachine au deuxième Match des étoiles.
  - 2011 : participe avec la Conférence Est au troisième Match des étoiles.